# French Open 2022
Die 121. French Open waren ein Grand-Slam-Tennisturnier, das vom 22. Mai bis 5. Juni 2022 in Paris im Stade Roland Garros stattfand.
Titelverteidiger im Einzel waren Novak Đoković bei den Herren sowie Barbora Krejčíková bei den Damen. Im Doppel waren dies Pierre-Hugues Herbert und Nicolas Mahut bei den Herren, Barbora Krejčíková und Kateřina Siniaková bei den Damen und Desirae Krawczyk und Joe Salisbury im Mixed nach dem Aussetzer 2020.

## Besonderheiten
Als Reaktion auf den russischen Überfall auf die Ukraine 2022 durften Spieler und Spielerinnen aus Russland und Belarus erstmals nicht unter ihrer Flagge antreten.

## Herreneinzel
Setzliste
| Nr. | Spieler               | Erreichte Runde |
| --- | --------------------- | --------------- |
| 01. | Novak Đoković         | Viertelfinale   |
| 02. | Daniil Medwedew       | Achtelfinale    |
| 03. | Alexander Zverev      | Halbfinale      |
| 04. | Stefanos Tsitsipas    | Achtelfinale    |
| 05. | Rafael Nadal          | Sieg            |
| 06. | Carlos Alcaraz        | Viertelfinale   |
| 07. | Andrei Rubljow        | Viertelfinale   |
| 08. | Casper Ruud           | Finale          |
| 09. | Félix Auger-Aliassime | Achtelfinale    |
| 10. | Cameron Norrie        | 3. Runde        |
| 11. | Jannik Sinner         | Achtelfinale    |
| 12. | Hubert Hurkacz        | Achtelfinale    |
| 13. | Taylor Fritz          | 2. Runde        |
| 14. | Denis Shapovalov      | 1. Runde        |
| 15. | Diego Schwartzman     | Achtelfinale    |
| 16. | Pablo Carreño Busta   | 1. Runde        |

| Nr. | Spieler                     | Erreichte Runde |
| --- | --------------------------- | --------------- |
| 17. | Reilly Opelka               | 1. Runde        |
| 18. | Grigor Dimitrow             | 3. Runde        |
| 19. | Alex de Minaur              | 1. Runde        |
| 20. | Marin Čilić                 | Halbfinale      |
| 21. | Karen Chatschanow           | Achtelfinale    |
| 22. | Nikolos Bassilaschwili      | 2. Runde        |
| 23. | John Isner                  | 3. Runde        |
| 24. | Frances Tiafoe              | 2. Runde        |
| 25. | Alejandro Davidovich Fokina | 1. Runde        |
| 26. | Botic van de Zandschulp     | 3. Runde        |
| 27. | Sebastian Korda             | 3. Runde        |
| 28. | Miomir Kecmanović           | 3. Runde        |
| 29. | Daniel Evans                | 2. Runde        |
| 30. | Tommy Paul                  | 1. Runde        |
| 31. | Jenson Brooksby             | 1. Runde        |
| 32. | Lorenzo Sonego              | 3. Runde        |

## Dameneinzel
Setzliste
| Nr. | Spielerin          | Erreichte Runde |
| --- | ------------------ | --------------- |
| 01. | Iga Świątek        | Sieg            |
| 02. | Barbora Krejčíková | 1. Runde        |
| 03. | Paula Badosa       | 3. Runde        |
| 04. | Maria Sakkari      | 2. Runde        |
| 05. | Anett Kontaveit    | 1. Runde        |
| 06. | Ons Jabeur         | 1. Runde        |
| 07. | Aryna Sabalenka    | 3. Runde        |
| 08. | Karolína Plíšková  | 2. Runde        |
| 09. | Danielle Collins   | 2. Runde        |
| 10. | Garbiñe Muguruza   | 1. Runde        |
| 11. | Jessica Pegula     | Viertelfinale   |
| 12. | Emma Raducanu      | 2. Runde        |
| 13. | Jeļena Ostapenko   | 2. Runde        |
| 14. | Belinda Bencic     | 3. Runde        |
| 15. | Wiktoryja Asaranka | 3. Runde        |
| 16. | Jelena Rybakina    | 3. Runde        |

| Nr. | Spielerin              | Erreichte Runde |
| --- | ---------------------- | --------------- |
| 17. | Leylah Fernandez       | Viertelfinale   |
| 18. | Coco Gauff             | Finale          |
| 19. | Simona Halep           | 2. Runde        |
| 20. | Darja Kassatkina       | Halbfinale      |
| 21. | Angelique Kerber       | 3. Runde        |
| 22. | Madison Keys           | Achtelfinale    |
| 23. | Jil Teichmann          | Achtelfinale    |
| 24. | Tamara Zidanšek        | 3. Runde        |
| 25. | Ljudmila Samsonowa     | 1. Runde        |
| 26. | Sorana Cîrstea         | 2. Runde        |
| 27. | Amanda Anisimova       | Achtelfinale    |
| 28. | Camila Giorgi          | Achtelfinale    |
| 29. | Weronika Kudermetowa   | Viertelfinale   |
| 30. | Jekaterina Alexandrowa | 2. Runde        |
| 31. | Elise Mertens          | Achtelfinale    |
| 32. | Petra Kvitová          | 2. Runde        |

## Herrendoppel
Setzliste
| Nr. | Paarung                             | Erreichte Runde |
| --- | ----------------------------------- | --------------- |
| 01. | Rajeev Ram Joe Salisbury            | Viertelfinale   |
| 02. | Nikola Mektić Mate Pavić            | Achtelfinale    |
| 03. | Pierre-Hugues Herbert Nicolas Mahut | 1. Runde        |
| 04. | Marcel Granollers Horacio Zeballos  | Halbfinale      |
| 05. | Juan Sebastián Cabal Robert Farah   | 1. Runde        |
| 06. | Wesley Koolhof Neal Skupski         | Viertelfinale   |
| 07. | Tim Pütz Michael Venus              | Achtelfinale    |
| 08. | John Peers Filip Polášek            | 1. Runde        |

| Nr. | Paarung                           | Erreichte Runde |
| --- | --------------------------------- | --------------- |
| 09. | Kevin Krawietz Andreas Mies       | 1. Runde        |
| 10. | Jamie Murray Bruno Soares         | 2. Runde        |
| 11. | Simone Bolelli Fabio Fognini      | Rückzug         |
| 12. | Marcelo Arévalo Jean-Julien Rojer | Sieg            |
| 13. | Santiago González Andrés Molteni  | 1. Runde        |
| 14. | Matthew Ebden Max Purcell         | 1. Runde        |
| 15. | Máximo González Marcelo Melo      | 2. Runde        |
| 16. | Rohan Bopanna Matwé Middelkoop    | Halbfinale      |

## Damendoppel
Setzliste
| Nr. | Paarung                               | Erreichte Runde |
| --- | ------------------------------------- | --------------- |
| 01. | Barbora Krejčíková Kateřina Siniaková | Rückzug         |
| 02. | Weronika Kudermetowa Elise Mertens    | Achtelfinale    |
| 03. | Gabriela Dabrowski Giuliana Olmos     | Achtelfinale    |
| 04. | Catherine McNally Zhang Shuai         | Achtelfinale    |
| 05. | Desirae Krawczyk Demi Schuurs         | 2. Runde        |
| 06. | Alexa Guarachi Andreja Klepač         | 1. Runde        |
| 07. | Caroline Dolehide Storm Sanders       | 2. Runde        |
| 08. | Coco Gauff Jessica Pegula             | Finale          |

| Nr. | Paarung                              | Erreichte Runde |
| --- | ------------------------------------ | --------------- |
| 09. | Asia Muhammad Ena Shibahara          | Achtelfinale    |
| 10. | Lucie Hradecká Sania Mirza           | Achtelfinale    |
| 11. | Shūko Aoyama Chan Hao-ching          | 1. Runde        |
| 12. | Anna Danilina Beatriz Haddad Maia    | 2. Runde        |
| 13. | Xu Yifan Yang Zhaoxuan               | Viertelfinale   |
| 14. | Ljudmyla Kitschenok Jeļena Ostapenko | Halbfinale      |
| 15. | Magda Linette Bernarda Pera          | 1. Runde        |
| 16. | Nicole Melichar-Martinez Ellen Perez | 1. Runde        |

## Mixed
Setzliste
| Nr. | Paarung                       | Erreichte Runde |
| --- | ----------------------------- | --------------- |
| 01. | Zhang Shuai Nicolas Mahut     | 1. Runde        |
| 02. | Ena Shibahara Wesley Koolhof  | Sieg            |
| 03. | Gabriela Dabrowski John Peers | Halbfinale      |
| 04. | Desirae Krawczyk Neal Skupski | Viertelfinale   |

| Nr. | Paarung                        | Erreichte Runde |
| --- | ------------------------------ | --------------- |
| 05. | Andreja Klepač Rohan Bopanna   | Achtelfinale    |
| 06. | Anna Danilina Andrei Golubew   | 1. Runde        |
| 07. | Bernarda Pera Mate Pavić       | 1. Runde        |
| 08. | Giuliana Olmos Marcelo Arévalo | 1. Runde        |

## Junioreneinzel
Setzliste
| Nr. | Spieler               | Erreichte Runde |
| --- | --------------------- | --------------- |
| 01. | Bruno Kuzuhara        | Achtelfinale    |
| 02. | Adolfo Daniel Vallejo | 2. Runde        |
| 03. | Jakub Menšík          | Achtelfinale    |
| 04. | Mili Poljičak         | 2. Runde        |
| 05. | Nishesh Basavareddy   | 1. Runde        |
| 06. | Gonzalo Bueno         | 1. Runde        |
| 07. | Kilian Feldbausch     | Achtelfinale    |
| 08. | Lautaro Midón         | 1. Runde        |

| Nr. | Spieler          | Erreichte Runde |
| --- | ---------------- | --------------- |
| 09. | Edas Butvilas    | Achtelfinale    |
| 10. | Dino Prižmić     | Halbfinale      |
| 11. | Ignacio Buse     | 2. Runde        |
| 12. | Victor Lilov     | 1. Runde        |
| 13. | Bor Artnak       | 1. Runde        |
| 14. | Gabriel Debru    | Sieg            |
| 15. | Martín Landaluce | 1. Runde        |
| 16. | Jakub Nicod      | 2. Runde        |

## Juniorinneneinzel
Setzliste
| Nr. | Spielerin                   | Erreichte Runde |
| --- | --------------------------- | --------------- |
| 01. | Petra Marčinko              | Achtelfinale    |
| 02. | Sofia Costoulas             | 1. Runde        |
| 03. | Victoria Jiménez Kasintseva | 2. Runde        |
| 04. | Brenda Fruhvirtová          | 1. Runde        |
| 05. | Diana Schneider             | 2. Runde        |
| 06. | Liv Hovde                   | Viertelfinale   |
| 07. | Céline Naef                 | Achtelfinale    |
| 08. | Xenija Saizewa              | 1. Runde        |

| Nr. | Spielerin              | Erreichte Runde |
| --- | ---------------------- | --------------- |
| 09. | Lucie Havlíčková       | Sieg            |
| 10. | Sára Bejlek            | Halbfinale      |
| 11. | Victoria Mboko         | Achtelfinale    |
| 12. | Nikola Daubnerová      | Viertelfinale   |
| 13. | Nikola Bartůňková      | Halbfinale      |
| 14. | Mirra Andrejewa        | Viertelfinale   |
| 15. | Qavia Lopez            | 1. Runde        |
| 16. | Yaroslava Bartashevich | Achtelfinale    |

## Juniorendoppel
Setzliste
| Nr. | Paarung                          | Erreichte Runde |
| --- | -------------------------------- | --------------- |
| 01. | Edas Butvilas Mili Poljičak      | Sieg            |
| 02. | Gonzalo Bueno Ignacio Buse       | Finale          |
| 03. | Nishesh Basavareddy Victor Lilov | 1. Runde        |
| 04. | Bruno Kuzuhara Coleman Wong      | Achtelfinale    |

| Nr. | Paarung                                                 | Erreichte Runde |
| --- | ------------------------------------------------------- | --------------- |
| 05. | Jakub Menšík Olaf Pieczkowski                           | Achtelfinale    |
| 06. | Kilian Feldbausch Paul Inchauspé                        | 1. Runde        |
| 07. | Peter Benjamin Privara Dino Prižmić                     | 1. Runde        |
| 08. | Adolfo Daniel Vallejo Martín Antonio Vergara del Puerto | Achtelfinale    |

## Juniorinnendoppel
Setzliste
| Nr. | Paarung                               | Erreichte Runde |
| --- | ------------------------------------- | --------------- |
| 01. | Sára Bejlek Lucie Havlíčková          | Sieg            |
| 02. | Nikola Bartůňková Céline Naef         | Finale          |
| 03. | Liv Hovde Qavia Lopez                 | Viertelfinale   |
| 04. | Yaroslava Bartashevich Xenija Saizewa | Halbfinale      |

| Nr. | Paarung                              | Erreichte Runde |
| --- | ------------------------------------ | --------------- |
| 05. | Diana Schneider Hanne Vandewinkel    | Viertelfinale   |
| 06. | Petra Marčinko Johanne Svendsen      | Viertelfinale   |
| 07. | Lucija Ćirić Bagarić Sofia Costoulas | Halbfinale      |
| 08. | Kayla Cross Victoria Mboko           | 1. Runde        |

## Herreneinzel-Rollstuhl
Setzliste
| Nr. | Spieler           | Erreichte Runde |
| --- | ----------------- | --------------- |
| 01. | Alfie Hewett      | Halbfinale      |
| 02. | Shingo Kunieda    | Sieg            |
| 03. | Gustavo Fernández | Finale          |
| 04. | Gordon Reid       | Viertelfinale   |

## Dameneinzel-Rollstuhl
Setzliste
| Nr. | Spielerin          | Erreichte Runde |
| --- | ------------------ | --------------- |
| 01. | Diede de Groot     | Sieg            |
| 02. | Yui Kamiji         | Finale          |
| 03. | Aniek van Koot     | Halbfinale      |
| 04. | Kgothatso Montjane | Halbfinale      |

## Herrendoppel-Rollstuhl
Setzliste
| Nr. | Paarung                        | Erreichte Runde |
| --- | ------------------------------ | --------------- |
| 01. | Alfie Hewett Gordon Reid       | Sieg            |
| 02. | Stéphane Houdet Nicolas Peifer | Halbfinale      |

## Damendoppel-Rollstuhl
Setzliste
| Nr. | Paarung                       | Erreichte Runde |
| --- | ----------------------------- | --------------- |
| 01. | Diede de Groot Aniek van Koot | Sieg            |
| 02. | Yui Kamiji Kgothatso Montjane | Finale          |

## Quadeinzel
Setzliste
| Nr. | Spieler      | Erreichte Runde |
| --- | ------------ | --------------- |
| 01. | Niels Vink   | Sieg            |
| 02. | Sam Schröder | Finale          |

## Quaddoppel
Setzliste
| Nr. | Paarung                     | Erreichte Runde |
| --- | --------------------------- | --------------- |
| 01. | Sam Schröder Niels Vink     | Sieg            |
| 02. | Andy Lapthorne David Wagner | Halbfinale      |